# Pietà (Perugino)
Pietà je slika italijanskega renesančnega slikarja Pietra Perugina, naslikana okoli leta 1483-1493 in jo hranijo v galeriji Uffizi v Firencah.

## Zgodovina
Delo je bilo naslikano za cerkev samostana San Giusto alle mura skupaj z Agonijo na vrtu in Križanjem. Renesančni umetniški biograf Giorgio Vasari jih je videl v stranskih oltarjih cerkve San Giovanni Battista alla Calza, potem ko je bila prvotna lokacija uničena med obleganjem Firenc leta 1529. V 20. stoletju je bila preseljena v Uffizi.
Datacija dela je sporna: spreminja se od leta 1482, leta vrnitve Perugina iz Rima, do nekoliko poznejšega obdobja, čeprav pred koncem stoletja, ko je umetnik začel uporabljati samo v olju, ki je v teh delih uporablja le na poskusni ravni.
Slika je bila obnovljena leta 1998.

## Opis
Sceno Pietà je Perugino upodobil pod portikom, značilno temo njegove umetnosti v 1480-ih in 1490-ih (uporablja se na primer v poliptihu Albani-Torlonia Madona z otrokom, ustoličena med svetniki Janezom Krstnikom in Boštjanom). Mirna pokrajina s svetlimi drevesi je pogosta tudi na drugih njegovih slikah tega obdobja.
Tako kot v nemškem Vesperbilderju, je Jezusovo telo vodoravno in precej trdo, prav tako ga držita Janez Evangelist na levi in Marija Magdalena na desni. Ob straneh so še svetniki, mladenič (Nikodem) na levi, z rokami v prsih in starec (Janez iz Arimateje) na desni, ki gleda navzdol.
Uporaba manj bledih tonalitet za Marijo Magdaleno je podobna tisti, ki jo je takrat uporabljal Luca Signorelli.